# Голов'янко Зиновій Степанович
Зіно́вій Степа́нович Голов'я́нко (29 жовтня 1876 року — 23 листопада 1953 року) — радянський і український ентомолог, фахівець із комах — шкідників лісу. Професор, доктор сільськогосподарських наук. Зав. лабораторії лісової ентомології Інституту ентомології і фітопатології АН УРСР, засновник і керівник Дарницької дослідної лісової станції.

## Біографія
З. С. Голов'янко народився 24 листопада 1876 року в с. Талова Балка  Олександрійського повіту Херсонської губернії (нині Світловодський район Кіровоградської області). Батько його працював конторником, згодом — службовцем на залізниці. Зіновій Голов'янко закінчив реальну школу у Кременчуку і Санкт-Петербурзький лісотехнічний інститут (1901).
Молодого фахівця скерували на посаду помічника лісничого Бердянського степового лісництва. Тут він виконав наукову роботу, висліди якої вийшли друком у статті «О степных посадках» . Вона принесла йому звання вченого–лісівника першого розряду, що тоді відповідало науковому ступеню кандидата наук університету PhD.
З. С. Голов'янко перевели лісничим Чернявського лісництва Чигиринський район на Черкащині. Працюючи тут (1902—1905), він оприлюднив дві наукові статті. Згодом лісознавець працював у Трипільському лісництві на Київщині, Кам'яно-Степовому і Боровому лісництвах Воронезької та Самарської губерній Росії. Він завідував Бюро лісової ентомології (1918), викладав ентомологію в Уманській школі садівництва (нині Черкаська область ; 1919—1922). У 1919-1920 роках був співробітником Комітету вивчення фауни УАН і у 1920-х періодично працював у Зоологічному музеї УАН.
Зіновій Степанович заснував і очолив Дарницьку лісову дослідну станцію (1924—1934). У наступні роки завідував сектором захисту лісу Українського науково-дослідного інституту агролісомеліорації та лісового господарства (1930—1936).
Без захисту дисертації він одержав ступінь доктора сільськогосподарських наук (1936) і вчене звання професора лісової ентомології (1939). Наступні роки він завідував кафедрою ентомології Київського лісогосподарського інституту (1937—1953).
Під час окупації Києва в роки Німецько-радянської війни працював у заснованому німцями, Інституті захисту рослин. У 1943 році Зіновій Степанович став старшим науковим співробітником Інституту зоології АНУРСР (за сумісництвом), а з 1946 р. — старшим науковим співробітником лабораторії екології та зав. лабораторії лісової ентомології Інституту ентомології і фітопатології АН УРСР.
Помер учений 23 листопада 1953 року.

## Наукова, науково-практична та педагогічна діяльність
Основний напрям досліджень З. С. Голов'янко — екологія жуків-хрущів. Він вивчав створення насаджень сосни за умов високої чисельності в ґрунті личинок хрущів, особливо травневого та мармурового. Учений розробив заходи захисту лісових, садових культур та виноградників від пошкоджень личинками травневого хруща, користаючи ґрунтові фумігатори. Він також досліджував природних ворогів хрущів, з'ясовував, що зумовлює динаміку чисельності короїдів, не лишав поза увагою і захист деревних насаджень від інших видів комах.
 «Фактично, починаючи з 1924 і до початку війни 1941—1945 рр. вся лісоентомологічна робота в Україні виконувалася або за особистої участі, або під керівництвом 3. С. Голов'янка, або за посередництва його співробітників. За цей час було здійснено обстеження майже всіх лісництв України на площі понад 1,5 млн га і складено плани боротьби зі шкідниками. У всіх особливо складних і відповідальних випадках Зіновій Степанович особисто втручався у хід виконання цих планів»
В Україні він став піонером у розробці та виростанні авіахімічного захисту лісу. Першим у СРСР він застосував для цього парадихлорбензол, сконструював інжектор задля внесення до ґрунту отрутохімікатів для знищення личинок хрущів.
З. С. Голов'янко багато зробив для поширення ентомологічних знань серед практиків лісового господарства. Він є автором понад 50 наукових праць. Серед них особливої важливим став визначник личинок хрущів, який виходив друком двічі (1913, 1933). Учений заклав українську школу лісових ентомологів, серед яких чимало знаних фахівців —  Д. Ф. Руднєв, М. М. Падій, В. І. Гримальський, Н. С. Грезе та інші ..

## Основні праці
- Развитие и состояние корневой системы как условие успешного развития сосны. Труды по лесному опытному делу России, 1909, т. XXI, СПБ, 56-140.
- К вопросу о мерах борьбы с хрущами. 1911. Лесной журнал, 1911.
- К вопросу о лесохозяйственных мерах борьбы с хрущами, 1914, Киев.
- К методике учета зараженности сосен короедами. Труды по лесному опытному делу Украины, 1926, Вып. IV, Киев, 87 стр.
- Інструкція лісничим у справі боротьби з короїдами в соснових лісах, Всеукраїнське Управління Лісами, 1927, Київ, 8 стор., 15 малюнків. (в співавторстві з Грезе М. С., Ілл'їнським А. Г., Руднєвим Д. Ф., Пархоменко В.I., Ціопкало В. Л.).
- Парадихлорбензол в борьбе с личинками мраморного хруща на виноградниках Нижнеднепровских песков, 1927, Киев.
- Опыт применения П. Д. В. в борьбе с личинками майского хруща на плантациях сахарной свеклы, 1928, Сборник С. С. У.
- Определитель наиболее обыкновенных личинок пластинчатоусых жуков Coleoptera, Lamellicornia Европейской части CCCP, 1936, Издательство АН СССР, Москва-Ленинград, 38 стр., 70 рис.
- Причины усыхания сосновых насаждений, 1949, Издательство АН УССР, Киев, 43 стр.
- Мраморный хрущ как вредитель лесных, виноградных и садовых культур на песках, 1951, Издательство АН УССР, Киев, 147 стр.
- Зависимость устойчивости сосны против засухи от мощности производительного слоя почвы, 1951а, 261 стр. (Рукопись).